# Pharomachrus
Pharomachrus De la Llave, 1832 è un genere di uccelli appartenente alla famiglia dei Trogonidi, che comprende 5 specie di uccelli noti come quetzal.

## Tassonomia
Il genere comprende le seguenti specie:
- Pharomachrus antisianus (d'Orbigny, 1837)
- Pharomachrus auriceps (Gould, 1842)
- Pharomachrus fulgidus (Gould, 1838)
- Pharomachrus mocinno de la Llave, 1832
- Pharomachrus pavoninus (von Spix, 1824)